# Харківський район
Харківський район — Найбільший за чисельністю населення  район України, у північній та центральній частині Харківської області, що був утворений 2020 року. Адміністративний центр — місто Харків. 
До складу району входять 15 територіальних громад.

## Географія
Район розташований на півночі Харківській області.
Займає площу — 3222,5 км².
На півночі район межує з Бєлгородським районом Бєлгородської області Росії, на сході з Чугуївським на півдні з Красноградським, на заході з Богодухівським районами Харківської області.

## Історія
Харківський район утворено 19 липня 2020 року згідно із Постановою Верховної Ради України № 807-IX від 17 липня 2020 року в рамках Адміністративно-територіальної реформи в Україні. До його складу увійшли: Харківська, Люботинська, Дергачівська, Мереф'янська, Південна міські, Безлюдівська, Височанська, Малоданилівська, Солоницівська, Нововодолазька, Пісочинська, Роганська селищні та Вільхівська, Липецька і Циркунівська сільські територіальні громади. Перші вибори Харківської районної ради відбулися 25 жовтня 2020 року.
До складу району увійшли території ліквідованих Харківського району (1923—2020), Дергачівського, північної частини Нововодолазького районів, а також міст обласного підпорядкування Харкова та Люботина (територія Люботинської міської ради).

## Пам'ятки
Історія району тісно пов'язані з іменами знаменитих людей.
Тут жили і працювали кошовий отаман Запорізької Січі — Іван Сірко, український філософ Григорій Сковорода, історик, археолог, етнограф, фольклорист, письменник І. Яворницький, скульптор і художник Є. О. Лансере, перший народний вчитель України П. В. Щепкін, співачка  І. Шульженко, український письменник, фольклорист, етнограф, музикант Г. М. Хоткевич.
На державному обліку у Харківському районі перебуває 137 пам'яток історії та культури з них:
- пам'ятники історії — 99
- пам'ятники мистецтва — 4
- пам'ятники архітектури — 10
- пам'ятники археології — 24.

У 77 братських та 36 одиночних могилах лежать 14964 загиблих воїнів Великої Вітчизняної війни. З числа загиблих 5745 імен відомі та увічнені.

## Економіка
Район входить до складу Харківського промислового вузла та має розвинену багатогалузеву промисловість, яка представлена промисловими підприємствами машинобудівної, легкої, харчової, будівельних матеріалів та інших галузей.
Далеко поза області відомі своєю продукцією АТ «Мерефянський скляний завод». АТ «Курязький домобудівний комбінат», АТ «Надія» з виготовлення віконних блоків з поліхлорвінілу, АТ «Роганська картонна фабрика», АТ «Сантехбуддеталь», АТ «Опора», Мереф'янський механічний завод, Артемівський спиртозавод та інші.
Важливою галуззю економіки району є сільське господарство. Сільськогосподарськими угіддями зайнято — 100,5 га, сільськогосподарські землі — 103771 га, під ріллею — 71187 га. В області сільського господарства Харківського району працюють 38 сільськогосподарських підприємств різних форм власності, а також фермерські господарства в кількості — 183 (з них 13, які мають землі понад 100 га) та низку невеликих підсобних господарств, а також підприємства: «Агротехсервіс», «Агроплемсервіс », «Сільгоспхімія», цехи з виробництва продуктів харчування - олії, борошна, круп, ковбас і т.п.